# Elecciones provinciales de San Juan de 1987
El 2 de agosto de 1987 se realizaron elecciones para elegir Gobernador, vicegobernador y diputados provinciales. El resultado estableció que el bloquista Carlos Gómez Centurión fuera electo gobernador.

## Reglas electorales
- Gobernador y vicegobernador electos por mayoría simple.
- 43 diputados, la totalidad de los miembros de la Cámara de Diputados Provincial:
  - 24 diputados electos por toda la provincia por sistema d'Hondt.
  - 19 diputados electos por cada uno de los 19 departamentos en los que se divide la provincia, usando mayoría simple.

## Resultados

### Gobernador y vicegobernador
| Fórmula                        | Fórmula               | Partido               | Partido                    | Votos   | %     |
| Gobernador                     | Vicegobernador        | Partido               | Partido                    | Votos   | %     |
| ------------------------------ | --------------------- | --------------------- | -------------------------- | ------- | ----- |
| Carlos Enrique Gómez Centurión | Wbaldino Acosta       |                       | Partido Bloquista          | 81.171  | 31,10 |
| Héctor Miguel Seguí            | Miguel Moragues       |                       | Unión Cívica Radical       | 72.756  | 27,90 |
| José Amadeo Conte Grand        | Luis Alberto Martínez |                       | Partido Justicialista      | 69.102  | 26,50 |
| Oscar Adárvez                  | Rubén Mut             |                       | Partido de Centro          | 11.807  | 4,50  |
| Alfredo Avelín                 |                       |                       | Cruzada Renovadora         |         |       |
| Jorge López                    |                       |                       | Partido Socialista Popular |         |       |
| José Mini                      |                       |                       | Movimiento al Socialismo   |         |       |
| Votos positivos                |                       |                       |                            |         |       |
| Votos en blanco                |                       |                       |                            |         |       |
| Votos nulos                    |                       |                       |                            |         |       |
| Participación                  | Participación         | Participación         | Participación              | 260.841 | 84,49 |
| Electores registrados          | Electores registrados | Electores registrados | Electores registrados      | 308.725 | 100   |

### Cámara de Diputados
| Partido               | Partido                                | Diputado proporcional | Diputado proporcional | Diputado proporcional | Diputado departamental | Diputado departamental | Diputado departamental | Bancas totales |
| Partido               | Partido                                | Votos                 | %                     | Bancas                | Votos                  | %                      | Bancas                 | Bancas totales |
| --------------------- | -------------------------------------- | --------------------- | --------------------- | --------------------- | ---------------------- | ---------------------- | ---------------------- | -------------- |
|                       | Partido Bloquista                      |                       |                       | 7/23                  |                        |                        | 10/19                  | 17/42          |
|                       | Unión Cívica Radical                   |                       |                       | 7/23                  |                        |                        | 5/19                   | 12/42          |
|                       | Partido Justicialista                  |                       |                       | 6/23                  |                        |                        | 4/19                   | 10/42          |
|                       | Unión del Centro Democrático           |                       |                       | 1/23                  |                        |                        |                        | 1/42           |
|                       | Cruzada Renovadora                     |                       |                       | 1/23                  |                        |                        |                        | 1/42           |
|                       | Movimiento de Integración y Desarrollo |                       |                       | 1/23                  |                        |                        |                        | 1/42           |
| Votos positivos       |                                        |                       |                       |                       |                        |                        |                        |                |
| Votos en blanco       |                                        |                       |                       |                       |                        |                        |                        |                |
| Votos nulos           |                                        |                       |                       |                       |                        |                        |                        |                |
| Participación         |                                        |                       |                       |                       |                        |                        |                        |                |
| Electores registrados |                                        |                       |                       |                       |                        |                        |                        |                |
| Fuente:               |                                        |                       |                       |                       |                        |                        |                        |                |

#### Electos
| Distrito     | Diputado                 | Partido | Partido                                |
| ------------ | ------------------------ | ------- | -------------------------------------- |
| 25 de Mayo   | Oreste Sotomayor         |         | Partido Justicialista                  |
| 9 de Julio   | Hugo Uzair               |         | Unión Cívica Radical                   |
| Albardón     | Enrique Leonardo         |         | Unión Cívica Radical                   |
| Angaco       | Héctor Enrique Peze      |         | Partido Bloquista                      |
| Calingasta   | Ernesto Olivera          |         | Partido Bloquista                      |
| Capital      | Fernando Juan Mo         |         | Partido Bloquista                      |
| Caucete      | Emilio Mendoza           |         | Partido Justicialista                  |
| Chimbas      | José Miguel Vittaz       |         | Partido Bloquista                      |
| Iglesia      | Sebastián Mateos         |         | Partido Justicialista                  |
| Jáchal       | Francisco Salas          |         | Unión Cívica Radical                   |
| Pocito       | Carmelo Moyano           |         | Unión Cívica Radical                   |
| Rawson       | Antonio Calderón Ríos    |         | Partido Bloquista                      |
| Rivadavia    | José Sirerol             |         | Partido Bloquista                      |
| San Martín   | Rolando Abel Cámpora     |         | Partido Justicialista                  |
| Santa Lucía  | Horacio Morando          |         | Partido Bloquista                      |
| Sarmiento    | Luis Lorenzo Lahoz       |         | Unión Cívica Radical                   |
| Ullum        | Carlos Peñaloza          |         | Partido Bloquista                      |
| Valle Fértil | Argentino Neri Pareja    |         | Partido Bloquista                      |
| Zonda        | Filomeno Atampiz         |         | Partido Bloquista                      |
| Proporcional | Carlos Walter Arrabal    |         | Partido Bloquista                      |
| Proporcional | Alfredo Avelín           |         | Cruzada Renovadora                     |
| Proporcional | Leopoldo Alfredo Bravo   |         | Partido Bloquista                      |
| Proporcional | Omar Cazu                |         | Unión Cívica Radical                   |
| Proporcional | Rogelio Rafael Cerdera   |         | Partido Justicialista                  |
| Proporcional | Juan A. Conte Grand      |         | Movimiento de Integración y Desarrollo |
| Proporcional | Antonio de la Torre      |         | Unión Cívica Radical                   |
| Proporcional | Guillermo de Sanctis     |         | Partido Justicialista                  |
| Proporcional | Alejandro Aime Díaz      |         | Partido Bloquista                      |
| Proporcional | José Escoda              |         | Partido Bloquista                      |
| Proporcional | Ricardo Farías           |         | Partido Justicialista                  |
| Proporcional | José Luis Gioja          |         | Partido Justicialista                  |
| Proporcional | Hugo Giuliani            |         | Partido Justicialista                  |
| Proporcional | Ruperto Eduardo Godoy    |         | Partido Justicialista                  |
| Proporcional | Ricardo Grossi Colombo   |         | Unión Cívica Radical                   |
| Proporcional | Víctor Salvador Laciar   |         | Partido Bloquista                      |
| Proporcional | Juan Mercado             |         | Unión Cívica Radical                   |
| Proporcional | Carlos Munizaga          |         | Unión Cívica Radical                   |
| Proporcional | Juan Pons                |         | Unión Cívica Radical                   |
| Proporcional | Eduardo Pósleman         |         | Partido Bloquista                      |
| Proporcional | Carlos Rodríguez Beltrán |         | Unión del Centro Democrático           |
| Proporcional | Gustavo Sánchez          |         | Partido Bloquista                      |
| Proporcional | Francisco Nelson Seguí   |         | Unión Cívica Radical                   |